# 東海站 (日本)
东海站（日语：／ Tōkai eki */?）位于茨城县那珂郡東海村，是东日本旅客铁道（JR東日本）管辖的鐵路車站。

## 历史
- 1898年4月1日 - 作为日本铁道的石神站开业[2][3]。
- 1909年10月12日 - 归属常磐线。
- 1926年4月24日 - 村松轨道开业（石神站 - 阿漕站）[4]。
- 1933年2月15日 - 村松轨道废弃[5]。
- 1957年4月1日 - 改名为東海站[2]。
- 1961年12月29日 - 上行急行列车“岩手”在本站通过道岔时超速，导致机车和2辆客车颠覆，剩余客车脱轨。当值副司机死亡，5人受伤。
- 1987年4月1日 - 国铁分割民营化后成为JR东日本车站。
- 1994年1月20日 - 跨线式站房开始使用[6][7]。
- 2004年10月16日 - 随着东京近郊区间扩大，开始支持使用Suica。
- 2015年7月1日 - 委托业务交于JR东日本车站服务。

## 车站構造
2台3线构成的地面车站。跨线式站房。
胜田站管理，JR东日本车站服务委托的业务委托站。设有绿色窗口（营业时间 9时30分～17时00分）、Suica自动闸机和指定席自动售票机。检票口右侧有Newdays便利店。

### 站台配置
| 站台 | 路线    | 方向 | 目的地                                          |
| ---- | ------- | ---- | ----------------------------------------------- |
| 1、2 | ■常磐線 | 上行 | 日立、磐城方向                                  |
| 2、3 | ■常磐線 | 下行 | 水户、土浦、上野、東京、品川方向 （上野东京线） |

（來源：JR東日本:車站構內圖 （页面存档备份，存于））

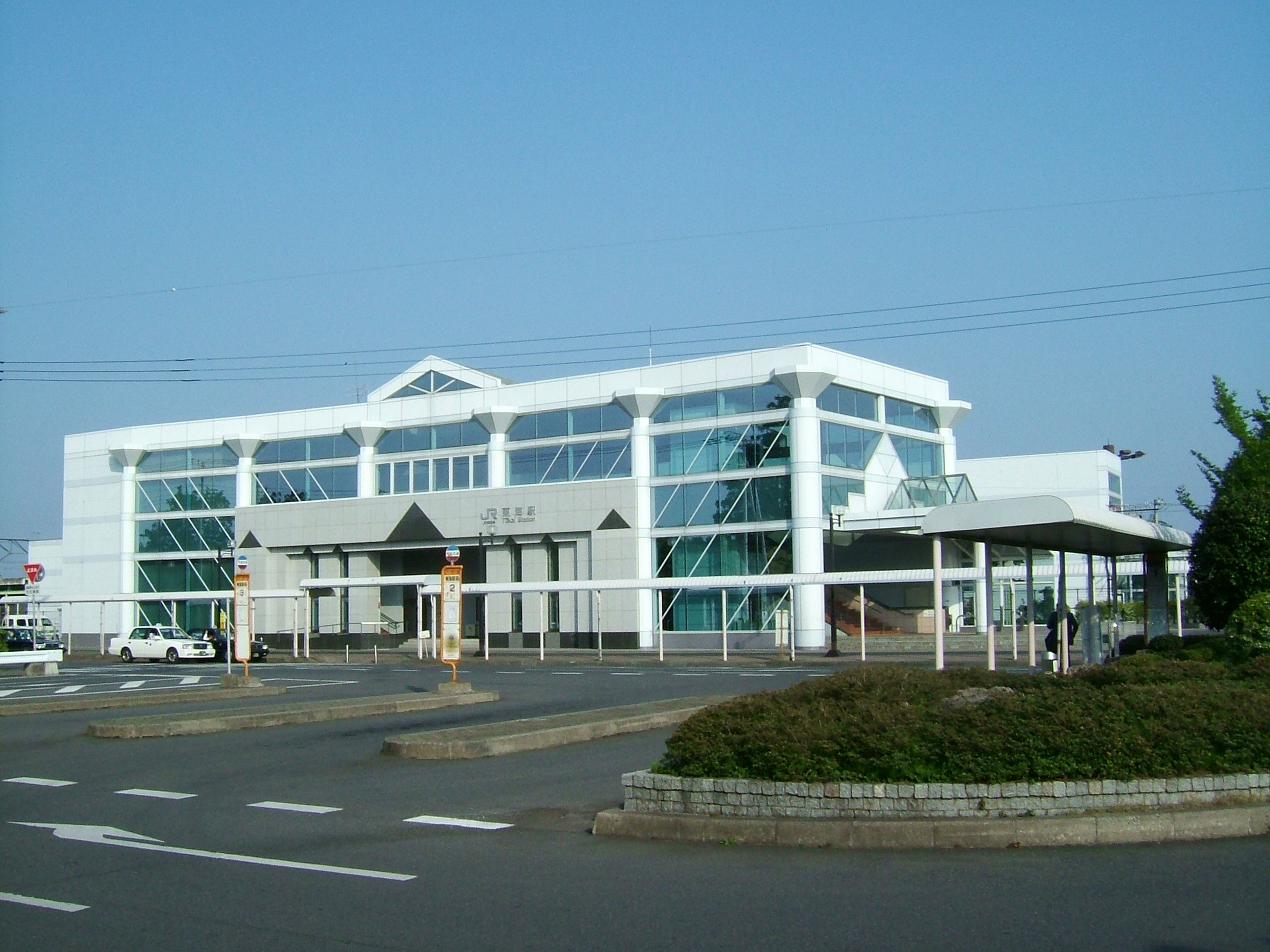
西口（2008年4月）
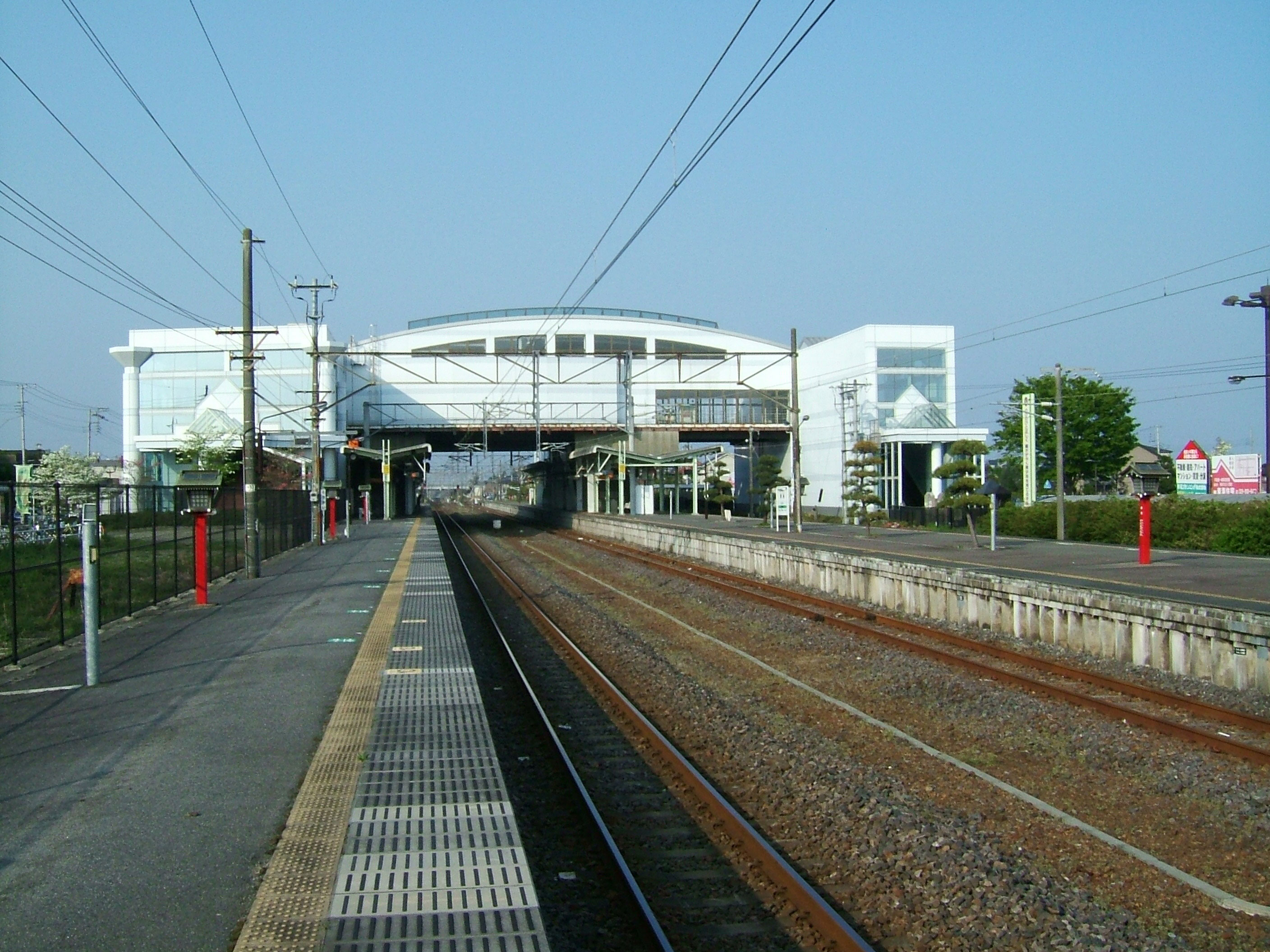
站台（2008年4月）

## 利用狀况
根據JR東日本，2018年度（平成30年度）1日平均上車人次為5,071人。
近年的推移如下表。
| 上車人次推移       | 上車人次推移     | 上車人次推移    |
| 年度               | 1日平均 上車人次 | 來源            |
| ------------------ | ---------------- | --------------- |
| 2000年（平成12年） | 4,777            | [ 利用客数 2 ]  |
| 2001年（平成13年） | 4,709            | [ 利用客数 3 ]  |
| 2002年（平成14年） | 4,528            | [ 利用客数 4 ]  |
| 2003年（平成15年） | 4,359            | [ 利用客数 5 ]  |
| 2004年（平成16年） | 4,263            | [ 利用客数 6 ]  |
| 2005年（平成17年） | 4,303            | [ 利用客数 7 ]  |
| 2006年（平成18年） | 4,307            | [ 利用客数 8 ]  |
| 2007年（平成19年） | 4,319            | [ 利用客数 9 ]  |
| 2008年（平成20年） | 4,405            | [ 利用客数 10 ] |
| 2009年（平成21年） | 4,413            | [ 利用客数 11 ] |
| 2010年（平成22年） | 4,300            | [ 利用客数 12 ] |
| 2011年（平成23年） | 4,328            | [ 利用客数 13 ] |
| 2012年（平成24年） | 4,475            | [ 利用客数 14 ] |
| 2013年（平成25年） | 4,615            | [ 利用客数 15 ] |
| 2014年（平成26年） | 4,611            | [ 利用客数 16 ] |
| 2015年（平成27年） | 4,869            | [ 利用客数 17 ] |
| 2016年（平成28年） | 4,897            | [ 利用客数 18 ] |
| 2017年（平成29年） | 4,950            | [ 利用客数 19 ] |
| 2018年（平成30年） | 5,071            | [ 利用客数 1 ]  |

## 相鄰車站
東日本旅客鐵道（JR東日本）
■常磐线
特急列车“常陸”、“常盤”部分列车停车站。
佐和－東海－大瓮

### 曾經存在的路線
村松軌道
村松軌道線
石神－真崎

### 使用情况
1. 1 2  . 東日本旅客鉄道.   [2019-07-12]. （原始内容存档于2019-07-05）.
2. ↑  . 東日本旅客鉄道.   [2019-03-06]. （原始内容存档于2019-03-28）.
3. ↑  . 東日本旅客鉄道.   [2019-03-06]. （原始内容存档于2019-03-28）.
4. ↑  . 東日本旅客鉄道.   [2019-03-06]. （原始内容存档于2019-03-28）.
5. ↑  . 東日本旅客鉄道.   [2019-03-06]. （原始内容存档于2019-03-28）.
6. ↑  . 東日本旅客鉄道.   [2019-03-06]. （原始内容存档于2019-03-28）.
7. ↑  . 東日本旅客鉄道.   [2019-03-06]. （原始内容存档于2019-03-28）.
8. ↑  . 東日本旅客鉄道.   [2019-03-06]. （原始内容存档于2019-03-28）.
9. ↑  . 東日本旅客鉄道.   [2019-03-06]. （原始内容存档于2019-03-28）.
10. ↑  . 東日本旅客鉄道.   [2019-03-06]. （原始内容存档于2019-03-28）.
11. ↑  . 東日本旅客鉄道.   [2019-03-06]. （原始内容存档于2019-03-28）.
12. ↑  . 東日本旅客鉄道.   [2019-03-06]. （原始内容存档于2019-03-28）.
13. ↑  . 東日本旅客鉄道.   [2019-03-06]. （原始内容存档于2019-03-28）.
14. ↑  . 東日本旅客鉄道.   [2019-03-06]. （原始内容存档于2019-03-28）.
15. ↑  . 東日本旅客鉄道.   [2019-03-06]. （原始内容存档于2019-03-28）.
16. ↑  . 東日本旅客鉄道.   [2019-03-06]. （原始内容存档于2019-03-28）.
17. ↑  . 東日本旅客鉄道.   [2019-03-06]. （原始内容存档于2019-03-23）.
18. ↑  . 東日本旅客鉄道.   [2019-03-06]. （原始内容存档于2019-03-28）.
19. ↑  . 東日本旅客鉄道.   [2018-07-06]. （原始内容存档于2019-03-21）.

## 外部連結
- 車站資訊（東海）：東日本旅客鐵道